# سي جاي بروتون
سي جاي بروتون (بالإنجليزية: C. J. Bruton) مواليد 13 ديسمبر 1975، هو لاعب كرة سلة أسترالي سابق بدأ مسيرته الاحترافية في سنة 1994. يبلغ طوله 6 قدم 2 بوصة (1.9 م).

## روابط خارجية
- سي جاي بروتون على موقع الاتحاد الدولي لكرة السلة (الإنجليزية)
- سي جاي بروتون على موقع سبورتس رفرنس (الإنجليزية)
- سي جاي بروتون على موقع كرة السلة الأوروبية.كوم (الإنجليزية)
- سي جاي بروتون على موقع ريلجم (الإنجليزية)
- سي جاي بروتون على موقع بروبوليرز (الإنجليزية)
- سي جاي بروتون على موقع سبورتس رفرنس (الإنجليزية)
- سي جاي بروتون على موقع أوليمبيديا (الإنجليزية)
- سي جاي بروتون على موقع اتحاد ألعاب الكومنولث (مؤرشف) (الإنجليزية)
- سي جاي بروتون على موقع دورة ألعاب الكومنولث 2006 (مؤرشف) (الإنجليزية)